# Station London Road (Brighton)
London Road (Brighton) is een spoorwegstation van National Rail in Brighton, Brighton and Hove in Engeland. Het station is eigendom van Network Rail en wordt beheerd door Southern. Het station is geopend in 1877.